# Vandykea tuberculata
Vandykea tuberculata är en skalbaggsart som beskrevs av Linsley 1932. Vandykea tuberculata ingår i släktet Vandykea och familjen långhorningar. Inga underarter finns listade i Catalogue of Life.